# یواس‌اس بتلگوس (ای‌کی-۲۶۰)
یواس‌اس بتلگوس (ای‌کی-۲۶۰) (به انگلیسی: USS Betelgeuse (AK-260)) یک کشتی بود که طول آن ۴۵۵ فوت ۲ اینچ (۱۳۸٫۷۳ متر) بود. این کشتی در سال ۱۹۴۴ ساخته شد.